# Tage Thompson
Tage Thompson (* 30. října 1997 Phoenix, Arizona) je americký hokejový útočník hrající za tým Buffalo Sabres v NHL. Ve vstupním draftu 2016 si jej jako 26. celkově v 1. kole vybral tým St. Louis Blues.

## Statistiky

### Klubové statistiky
| Sezóna      | Klub                         | Soutěž      |     | Základní část | Základní část | Základní část | Základní část | Základní část |   | Play off | Play off | Play off | Play off | Play off |
| Sezóna      | Klub                         | Soutěž      | Z   | G             | A             | B             | TM            | Z             | G | A        | B        | TM       |          |          |
| 2013/14     | P.A.L. Jr. Islanders 16U AAA | USPHL       | 16  | 17            | 14            | 31            | 8             | —             | — | —        | —        | —        |          |          |
| 2014/15     | U.S. NTDP Juniors            | USHL        | 25  | 7             | 7             | 14            | 20            | —             | — | —        | —        | —        |          |          |
| 2014/15     | U.S. NTDP U18                | USDP        | 64  | 12            | 14            | 26            | 32            | —             | — | —        | —        | —        |          |          |
| 2015/16     | University of Connecticut    | HE          | 36  | 14            | 18            | 32            | 12            | —             | — | —        | —        | —        |          |          |
| 2016/17     | University of Connecticut    | HE          | 34  | 19            | 13            | 32            | 24            | —             | — | —        | —        | —        |          |          |
| 2016/17     | Chicago Wolves               | AHL         | 16  | 1             | 1             | 2             | 2             | 10            | 2 | 1        | 3        | 4        |          |          |
| 2017/18     | St. Louis Blues              | NHL         | 41  | 3             | 6             | 9             | 12            | —             | — | —        | —        | —        |          |          |
| 2017/18     | San Antonio Rampage          | AHL         | 30  | 8             | 10            | 18            | 4             | —             | — | —        | —        | —        |          |          |
| 2018/19     | Buffalo Sabres               | NHL         | 65  | 7             | 5             | 12            | 20            | —             | — | —        | —        | —        |          |          |
| 2018/19     | Rochester Americans          | AHL         | 8   | 6             | 3             | 9             | 4             | 3             | 2 | 0        | 2        | 2        |          |          |
| 2019/20     | Rochester Americans          | AHL         | 16  | 6             | 6             | 12            | 8             | —             | — | —        | —        | —        |          |          |
| 2019/20     | Buffalo Sabres               | NHL         | 1   | 0             | 0             | 0             | 0             | —             | — | —        | —        | —        |          |          |
| 2020/21     | Buffalo Sabres               | NHL         | 38  | 8             | 6             | 14            | 17            | —             | — | —        | —        | —        |          |          |
| 2021/22     | Buffalo Sabres               | NHL         | 78  | 38            | 30            | 68            | 37            | —             | — | —        | —        | —        |          |          |
| 2022/23     | Buffalo Sabres               | NHL         | 78  | 47            | 47            | 94            | 39            | —             | — | —        | —        | —        |          |          |
| 2023/24     | Buffalo Sabres               | NHL         | 71  | 29            | 27            | 56            | 43            | —             | — | —        | —        | —        |          |          |
| 2024/25     | Buffalo Sabres               | NHL         | 76  | 44            | 28            | 72            | 35            | —             | — | —        | —        | —        |          |          |
| NHL celkově | NHL celkově                  | NHL celkově | 448 | 176           | 149           | 325           | 203           | —             | — | —        | —        | —        |          |          |

### Reprezentace
| Rok                       | Tým                       | Soutěž                    | Z  | G | A | B | TM |
| ------------------------- | ------------------------- | ------------------------- | -- | - | - | - | -- |
| 2015                      | USA18                     | MS-18                     | 7  | 0 | 1 | 1 | 2  |
| 2017                      | USA20                     | MS-20                     | 7  | 1 | 4 | 5 | 4  |
| 2018                      | USA                       | MS                        | 10 | 1 | 2 | 3 | 16 |
| 2021                      | USA                       | MS                        | 8  | 1 | 4 | 5 | 2  |
| Juniorská kariéra celkově | Juniorská kariéra celkově | Juniorská kariéra celkově | 14 | 1 | 5 | 6 | 6  |
| Seniroská kariéra celkově | Seniroská kariéra celkově | Seniroská kariéra celkově | 18 | 2 | 6 | 8 | 18 |